# La Chapelle-Heulin
Pour les articles homonymes, voir La Chapelle.
Ne doit pas être confondu avec La Chapelle-Hullin.
La Chapelle-Heulin est une commune de l'Ouest de la France, située dans le département de la Loire-Atlantique, en région Pays de la Loire ; elle est une commune du pays du Vignoble nantais.

## Géographie

Situation de la commune de la Chapelle-Heulin dans le département de la Loire-Atlantique.

La Chapelle-Heulin se situe à 22 km au sud-est de Nantes, 32 km au sud-ouest d'Ancenis et 43 km à l'ouest de Cholet.
Les communes limitrophes de La Chapelle-Heulin sont Le Loroux-Bottereau, Le Landreau, Vallet, Le Pallet, La Haie-Fouassière et  Haute-Goulaine.

### Climat
Pour des articles plus généraux, voir Climat des Pays de la Loire et Climat de la Loire-Atlantique.
En 2010, le climat de la commune est de type climat océanique franc, selon une étude du CNRS s'appuyant sur une série de données couvrant la période 1971-2000. En 2020, Météo-France publie une typologie des climats de la France métropolitaine dans laquelle la commune est exposée à un climat océanique et est dans la région climatique  Bretagne orientale et méridionale, Pays nantais, Vendée, caractérisée par une faible pluviométrie en été et une bonne insolation. 
Pour la période 1971-2000, la température annuelle moyenne est de 12 °C, avec une amplitude thermique annuelle de 13,9 °C. Le cumul annuel moyen de précipitations est de 778 mm, avec 12,3 jours de précipitations en janvier et 6,1 jours en juillet. Pour la période 1991-2020, la température moyenne annuelle observée sur la station météorologique de Météo-France la plus proche, « Haie-Fouassière », sur la commune de La Haie-Fouassière à 5 km à vol d'oiseau, est de 12,8 °C et le cumul annuel moyen de précipitations est de 858,5 mm,. Pour l'avenir, les paramètres climatiques de la commune estimés pour 2050 selon différents scénarios d'émission de gaz à effet de serre sont consultables sur un site dédié publié par Météo-France en novembre 2022.

## Urbanisme

### Typologie
Au 1er janvier 2024, La Chapelle-Heulin est catégorisée bourg rural, selon la nouvelle grille communale de densité à sept niveaux définie par l'Insee en 2022.
Elle est située hors unité urbaine. Par ailleurs la commune fait partie de l'aire d'attraction de Nantes, dont elle est une commune de la couronne,. Cette aire, qui regroupe 116 communes, est catégorisée dans les aires de 700 000 habitants ou plus (hors Paris),.

### Occupation des sols
L'occupation des sols de la commune, telle qu'elle ressort de la base de données européenne d’occupation biophysique des sols Corine Land Cover (CLC), est marquée par l'importance des territoires agricoles (85,1 % en 2018), en diminution par rapport à 1990 (88,9 %). La répartition détaillée en 2018 est la suivante : 
cultures permanentes (45,5 %), prairies (20,3 %), zones agricoles hétérogènes (19,2 %), zones urbanisées (11,4 %), forêts (3,6 %). L'évolution de l’occupation des sols de la commune et de ses infrastructures peut être observée sur les différentes représentations cartographiques du territoire : la carte de Cassini (XVIIIe siècle), la carte d'état-major (1820-1866) et les cartes ou photos aériennes de l'IGN pour la période actuelle (1950 à aujourd'hui).

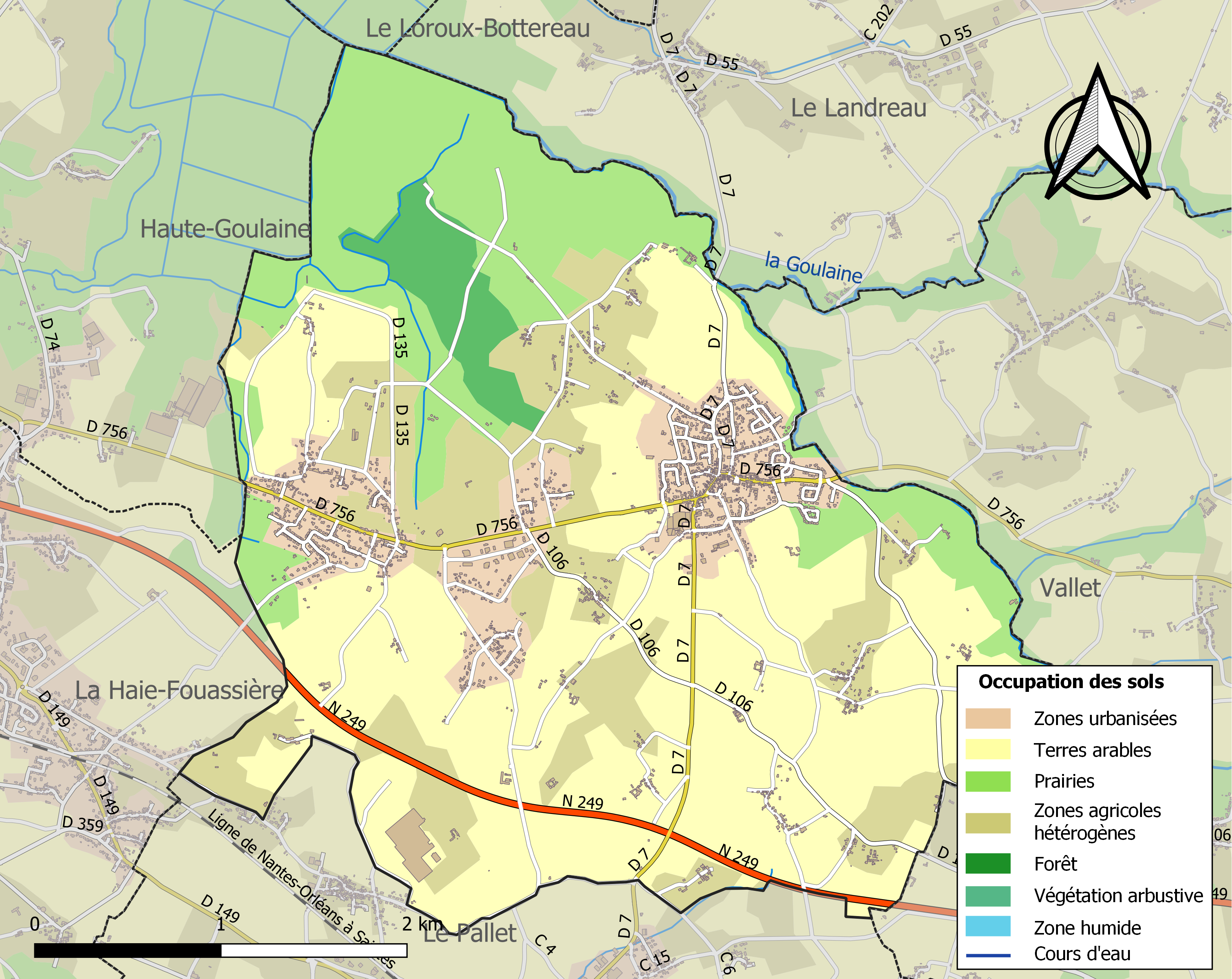
Carte des infrastructures et de l'occupation des sols de la commune en 2018 (CLC).

## Toponymie
Le nom de la localité est attesté sous la forme Capella Oelini en 1179.
Le toponyme est fondé sur l’anthroponyme Heulin/Hoël, qui peut-être le nom du seigneur, fondateur de la paroisse, qui bâtit l'église primitive.
La Chapelle-Heulin possède un nom en gallo, la langue d'oïl locale, écrit La Chapelle ou La Chapelle Eûlin (écriture ABCD); La Chapèll-Oelein selon l'écriture ELG, ou La Chapel Eûlin selon l'écriture MOGA. En gallo, le nom de la commune se prononce [laʃapəlølɛ̃]; [laʃapɛlølɛ̃] ou [laʃapɛl].
La forme bretonne actuelle proposée par l'Office public de la langue bretonne est Chapel-Huelin.

## Histoire
En 1793, les Républicains campent dans la commune. En 1794, les colonnes infernales détruisent presque toutes les maisons du bourg.

## Héraldique
| Blason | Blasonnement : D'hermine à la fasce alésée de gueules chargée d'une fleur de lys d'or. Commentaires : Ce blason est une réduction des armes de la famille d'Acigné (une fleur de lys au lieu de trois (d'hermine à la fasce alésée de gueules chargée de trois fleurs de lys d'or)), déjà choisie par la commune de Saint-Étienne-de-Montluc. L'hermine évoque le blasonnement d'hermine plain de la Bretagne, rappelant l'appartenance passée de la ville au duché de Bretagne. Blason conçu par M. Meurgey de Turpigny (délibération municipale du 11 septembre 1950), enregistré le 17 mars 1971. |

## Population et société

### Démographie
Selon le classement établi par l'Insee, La Chapelle-Heulin fait partie de l'aire urbaine et de la zone d'emploi de Nantes et du bassin de vie de Vallet. Elle n'est intégrée dans aucune unité urbaine. Toujours selon l'Insee, en 2010, la répartition de la population sur le territoire de la commune était considérée comme « peu dense » : 100 % des habitants résidaient dans des zones « peu denses ».

#### Évolution démographique
L'évolution du nombre d'habitants est connue à travers les recensements de la population effectués dans la commune depuis 1793. Pour les communes de moins de 10 000 habitants, une enquête de recensement portant sur toute la population est réalisée tous les cinq ans, les populations de référence des années intermédiaires étant quant à elles estimées par interpolation ou extrapolation. Pour la commune, le premier recensement exhaustif entrant dans le cadre du nouveau dispositif a été réalisé en 2007.

En 2022, la commune comptait 3 443 habitants, en évolution de +5,45 % par rapport à 2016 (Loire-Atlantique : +6,68 %, France hors Mayotte : +2,11 %).
| 1793  | 1800 | 1806  | 1821  | 1831  | 1836  | 1841  | 1846  | 1851  |
| ----- | ---- | ----- | ----- | ----- | ----- | ----- | ----- | ----- |
| 1 543 | 806  | 1 326 | 1 342 | 1 357 | 1 363 | 1 464 | 1 614 | 1 662 |

| 1856  | 1861  | 1866  | 1872  | 1876  | 1881  | 1886  | 1891  | 1896  |
| ----- | ----- | ----- | ----- | ----- | ----- | ----- | ----- | ----- |
| 1 651 | 1 649 | 1 648 | 1 546 | 1 571 | 1 429 | 1 390 | 1 350 | 1 259 |

| 1901  | 1906  | 1911  | 1921  | 1926  | 1931  | 1936  | 1946  | 1954  |
| ----- | ----- | ----- | ----- | ----- | ----- | ----- | ----- | ----- |
| 1 259 | 1 214 | 1 134 | 1 084 | 1 069 | 1 022 | 1 012 | 1 078 | 1 175 |

| 1962  | 1968  | 1975  | 1982  | 1990  | 1999  | 2006  | 2007  | 2012  |
| ----- | ----- | ----- | ----- | ----- | ----- | ----- | ----- | ----- |
| 1 216 | 1 212 | 1 307 | 1 800 | 1 838 | 1 859 | 2 715 | 2 839 | 3 209 |

| 2017  | 2022  | - | - | - | - | - | - | - |
| ----- | ----- | - | - | - | - | - | - | - |
| 3 263 | 3 443 | - | - | - | - | - | - | - |

#### Pyramide des âges
La population de la commune est relativement jeune.
En 2018, le taux de personnes d'un âge inférieur à 30 ans s'élève à 39,4 %, soit au-dessus de la moyenne départementale (37,3 %). À l'inverse, le taux de personnes d'âge supérieur à 60 ans est de 17,9 % la même année, alors qu'il est de 23,8 % au niveau départemental.
En 2018, la commune comptait 1 644 hommes pour 1 636 femmes, soit un taux de 50,12 % d'hommes, légèrement supérieur au taux départemental (48,58 %).
Les pyramides des âges de la commune et du département s'établissent comme suit.
| Hommes | Classe d’âge | Femmes |
| ------ | ------------ | ------ |
| 0,2    | 90 ou +      | 0,5    |
| 4,4    | 75-89 ans    | 4,5    |
| 12,4   | 60-74 ans    | 13,8   |
| 19,1   | 45-59 ans    | 18,2   |
| 23,9   | 30-44 ans    | 24,2   |
| 13,3   | 15-29 ans    | 12,7   |
| 26,6   | 0-14 ans     | 26,1   |

| Hommes | Classe d’âge | Femmes |
| ------ | ------------ | ------ |
| 0,6    | 90 ou +      | 1,8    |
| 6      | 75-89 ans    | 8,6    |
| 15,1   | 60-74 ans    | 16,4   |
| 19,4   | 45-59 ans    | 18,8   |
| 20,1   | 30-44 ans    | 19,3   |
| 19,2   | 15-29 ans    | 17,4   |
| 19,5   | 0-14 ans     | 17,6   |

## Lieux et monuments
- L'église Saint-Eutrope ;
- La chapelle Saint-Joseph ;
- Le four à chaux du Montru, restauré au début des années 2020, près du port du Montru, sur les marais de Goulaine ;
- Le château de la Cassemichère, édifié au XVIIe siècle et aménagé jusqu'en 1960.

## Personnalités liées à la commune
- Famille Barrin ;
- Aristide Briand venait passer ses vacances à la Gautronnière, chez ses grands-parents maternels, Pierre Bouchaud et Catherine Martin, qui s'y étaient retirés. Ils sont morts respectivement en 1881 et 1901. On raconte, qu’enfant, il a failli se noyer dans l’étang de la maison voisine des Gautronnières[26] ;
- Bonaventure de Compludo, seigneur de Livernière, maire de Nantes de 1581 à 1582 ;
- André Ripoche.

## Communauté de communes
- Jusqu'en 2016, La Chapelle-Heulin était membre de la communauté de communes de Vallet. Depuis la dissolution de cette dernière, la commune est membre de la Communauté de communes Sèvre et Loire.